# 余孟耘
余孟耘（1996年5月8日—）為前臺灣男子籃球運動員，場上位置為控球後衛。

## 生平
余孟耘從后綜高中畢業要進入國立體育大學就讀時，因為出車禍導致右小腿脛骨開放性骨折，歷經兩年復健才康復，之後轉學到中國文化大學，大學畢業後曾擔任籃球訓練師，2021年加盟T1聯盟桃園雲豹。

## 外部連結
- 余孟耘在Eurobasket.com（球員）（英语）